# Berjozovszkij (Kemerovói terület)
Berjozovszkij (oroszul: Берёзовский) város Oroszország Kemerovói területén,	a kemerovói agglomeráció része. Neve az orosz berjoza ('nyírfa') szóból származik.
Népessége: 47 279 fő (a 2010. évi népszámláláskor).

## Elhelyezkedése
Kemerovo területi székhelytől 27 km-re északra, a Kuznyecki-medencében, a Barzasz és a Surap folyók között fekszik. Rendszeres autóbuszjárat köti össze Kemerovóval. Három különálló, együtt kb. 15 km hosszan elnyúló kerületből áll. A város és környéke területének nagyobb része erdő. A gazdaság vezető ágazata a szénkitermelés és a szénfeldolgozás.

## Keletkezése
A környéken a 20. század elején kezdték el a szénbányászatot, a megtermelt szenet a közeli Scseglovszkba, mai nevén Kemerovóba szállították. A szomszédos Barzasz faluban 1931-ben kezdték építeni az első nagy bányát, melyhez 1935-ben Scseglovszkból vasúti mellékvonalat fektettek le. Később további szénbányák épültek, mellettük bányásztelepülések alakultak ki, köztük 1949-ben Berjozovszkij is. Három település: Berjozovszkij, Kurganovka, Oktyabrszkij, valamint további kisebb lakott területek összevonásával alapították meg a várost 1965-ben.